# 윤종화 (1908년)
윤종화(尹鍾華, 일본식 이름: 伊坂和夫이사카 가즈오, 1908년 3월 1일 ~ ?)는 일제강점기의 경찰 간부 겸 관료이다. 윤장섭(尹章燮)이라는 이름으로도 알려졌다.

## 생애
충청남도 출신으로 1934년에 규슈 제국대학 법문과를 졸업했다. 규슈 제국대학 재학 중인 1933년에 고등문관시험 행정과 필기시험에 합격하여 관직에 들어섰다.
경상남도 창녕군과 김해군에서 군수를 역임하였고, 1940년에는 함경남도 경찰부 보안과장으로 임명되어 항일 운동을 탄압하는 업무에 종사했다. 1940년을 기준으로 종7위에 서위되어 있었다.
종로경찰서장을 거쳐 일제 강점기 말기인 1944년에는 황해도 경찰부장이 되었다. 당시 경찰부장 가운데 조선인은 윤종화가 유일하여 조선인 경찰 중 가장 높은 직위에 있었다. 이때 30대 중반의 젊은 나이이기도 했다.
태평양 전쟁 종전 직후 황해도 지역에 소군정이 실시되면서 소련군에게 체포되었다. 소련으로 압송되어 간 뒤 실종되어 소식을 알 수 없다.
2002년 발표된 친일파 708인 명단 중 조선총독부 사무관과 경시 부문에 선정되었고, 2008년 공개된 민족문제연구소의 친일인명사전 수록예정자 명단 중 관료와 경찰 부문에도 포함되었다.
후손으로 둘째 아들이 윤석순으로 전두환정권때 부산영도에서 민정당 공천받았으나 낙선한후 남극탐사 대장을 하고 다시 고향에서 한나라당 공천신청하였으나 친일파 후손이라는 이유로 낙천되었음 
직접적인 후손은 아니나 윤종화의 형의 손자가 지금 인천에서 국회의원을 당선되었고 친박의 핵심이자 전 전두환의 사위이자 현 푸르밀 사위인 윤상현의원이다. 아마 윤석순이 민정당 공천을 받은 이유중 가장큰 이유가 전두환과 사돈관계였다는 이유일 것이다. 

## 참고자료
- 윤종화(尹鍾華) - 국사편찬위원회